# Givira durangona
Givira durangona is een vlinder uit de familie van de Houtboorders (Cossidae). De wetenschappelijke naam van de soort is voor het eerst gepubliceerd in 1901 door William Schaus.
De soort komt voor in de Verenigde Staten (New Mexico) en Mexico.